# Montenoy
Montenoy – miejscowość i gmina we Francji, w regionie Grand Est, w departamencie Meurthe i Mozela.
Według danych na rok 1990 gminę zamieszkiwały 283 osoby, a gęstość zaludnienia wynosiła 71 osób/km² (wśród 2335 gmin Lotaryngii Montenoy plasuje się na 766. miejscu pod względem liczby ludności, natomiast pod względem powierzchni na miejscu 1096.).